# ICER
ICER是美国国家航空航天局（NASA）火星车上使用的一种基于小波分析的图像压缩文件格式，兼备有损压缩和无损压缩模式。
火星探测器勇气号（MER-A）和机遇号（MER-B）都使用了ICER。探测器上的图像压缩利用了此算法以充分利用下行链路资源。火星科学实验室支持将ICER用于其导航相机，不过其他相机都使用了其他文件格式。
美国许多火星探测器都使用ICER进行图像压缩。也有些火星探测器使用修改过的低复杂度无损压缩（Low Complexity Lossless Compression，缩写LOCO）软件，它是ICER的一个无损子模式。
ICER是一种基于小波的图像压缩器，允许在压缩量（像素所占位元）与图像质量降低（失真率）之间进行适当折衷。就选择小波运算而言，ICER与JPEG 2000有一些相似之处。
ICER的发展受到了实现高压缩表现的愿望推动，同时要满足深空应用的特殊需求。

## 实际考量
为控制ICER中的图像质量与压缩量，用户需指定一个字节配额（用于存储已压缩图像的标称字节数）和一个质量水平参数（实质是一个质量目标）。
- ICER会尝试用尽可能少的已压缩字节来生成符合质量水平的已压缩图像。
- ICER会在质量水平或字节配额满足要求时停止生成压缩字节，以先达到者为准。

## ICER与JPEG 2000的差异
JPEG2000与ICER有多处重要的内部差异